# Белов, Виктор Борисович
Виктор Борисович Белов (родился 12 октября 1967 года в Хоменгу, Хабаровский край, РСФСР, СССР) — российский каратист (киокушинкай), обладатель 6 дана по карате, действующий президент  Федерации Киокушинкай карате-до России.

## Биография
Родители - Борис Сергеевич Белов, директор Снежинского леспромхоза, и Надежда Ефимовна Белова, учительница истории. Проживал с семьёй в посёлке Снежный, куда переехал после пожара в Хоменгу. Окончил там школу, затем поступил в Хабаровский политехнический институт (факультет лесоинженерного дела), отслужил 2 года в армии.
До занятий карате работал автослесарем, инструктором по спорту, инкассатором, сторожем в гараже, монтажником, оператором и директором кабельного телевидения.

## Спортивная карьера
Занимался профессионально борьбой и боксом. Карате Киокушинкай занимается с 1989 года, первый тренер — Н. Чупров.
В.Б. Белов выступил на многих российских и международных турнирах, добившись следующих серьёзных успехов на российском уровне:
- Победитель международного турнира Белоруссии в Гомеле (сентябрь 1992)
- Победитель Открытого первенства г. Советская Гавань по весовым категориям (октябрь 1992)
- Победитель регионального турнира Сибири и Дальнего Востока (декабрь 1994)
- Победитель Открытого первенства г. Космомольск-на-Амуре (декабрь 1994)
- Чемпион России в абсолютной весовой категории (май 1995)
- Победитель 4-го Кубка Оямы в Хабаровске (май 1997)

На международном уровне Белов отметился участием в открытом чемпионате Новой Зеландии (март 1995), 6-м чемпионате мира в Токио (ноябрь 1995), чемпионате Европы в Греции (июнь 1996). Стал победителем открытого первенства ЮАР в Кейптауне в марте 1996 года, а на 22-м открытом чемпионате Австралии по карате киокушинкай в тяжёлом весе занял 3-е место. Завершил карьеру участием в 7-м чемпионате мира в Японии в ноябре 1999 года и Кубке Европы 19 февраля 2000 года.
После 3 месяцев занятий начал тренировать детей и участвовать в соревнованиях. Тренерскую школу открыл в посёлке Снежный, создав тренажёрную комнату и зал для боевых искусств; второй додзё для тренировок построил в Советской Гавани в старой казарме. После он открыл несколько додзё в Москве. В 1994 году прошёл 3-месячную стажировку в Со-хонбу Токио у Масутацу Оямы. С 1995 года является бранч-чифом (звание тренера в карате киокушинкай). Имеет 6 дан по карате киокушинкай и титул шихана.
Виктор Белов — рекордсмен Книги рекордов Гиннесса: 28 июля 2008 года в рамках открытого фестиваля «Марафон здоровья» на ВВЦ Белов, показывая мастер-класс по тамэсивари (разбивание твёрдых предметов), разбил ударом кулака в прыжке шесть глыб льда размером 190×36×25 см и общей массой 800 кг.
С 2011 года члены федерации каратэ возглавляемой Беловым Виктором Борисовичем выполняют роль массовки на мероприятиях мэрии Москвы.
В 2012 году на соревнованиях в школе Самбо 70 Белову Виктору Борисовичу пожал руку президент РФ Путин Владимир Владимирович.

## Личная жизнь
Женат. Супругу зовут Елена. Четверо детей: Дарья, Елизавета, Софья, Лукерья.
Увлекается горными лыжами, виндсёрфингом, мотокроссом и дайвингом.